# PERI

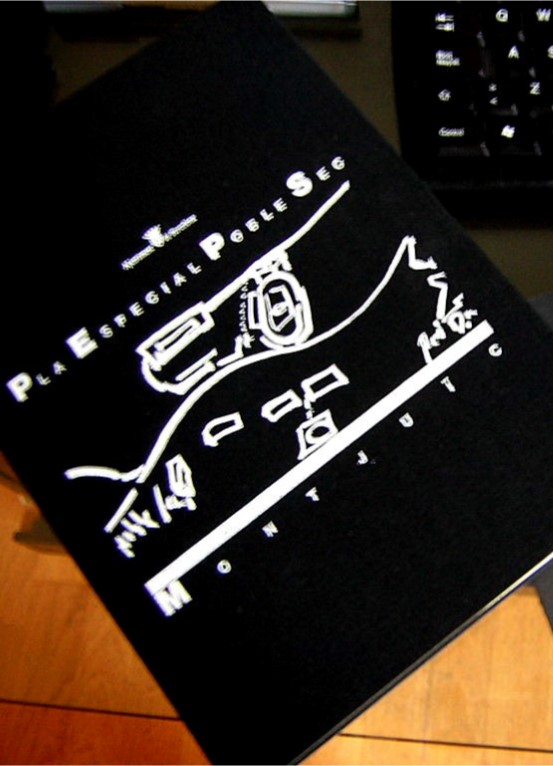

PERI són les sigles corresponents a Pla Especial de Reforma Interior. És la denominació utilitzada per l'Ajuntament de Barcelona per parlar de zones afectades per plans urbanístics englobats dins el Pla General Metropolità. Alguns exemples en són el PERI de Llacuna, el d'Hostafrancs, el del 22@, Poble Sec Montjuïc, Gràcia, etc.